# Air Comet
Air Comet fue una aerolínea española perteneciente al Grupo Marsans.
El 21 de diciembre de 2009 cesó sus operaciones por orden de un tribunal británico y al día siguiente el Ministerio de Fomento de España le retiró la licencia de operaciones, a la vez que se anunció la presentación de un concurso de acreedores y el despido de toda su plantilla laboral. Los pasajeros que tenían su billete se quedaron en tierra. Algunos consiguieron viajar a su destino en otras aerolíneas, como Iberia, pero otros no pudieron volar, ni recibir su dinero. 

## Historia

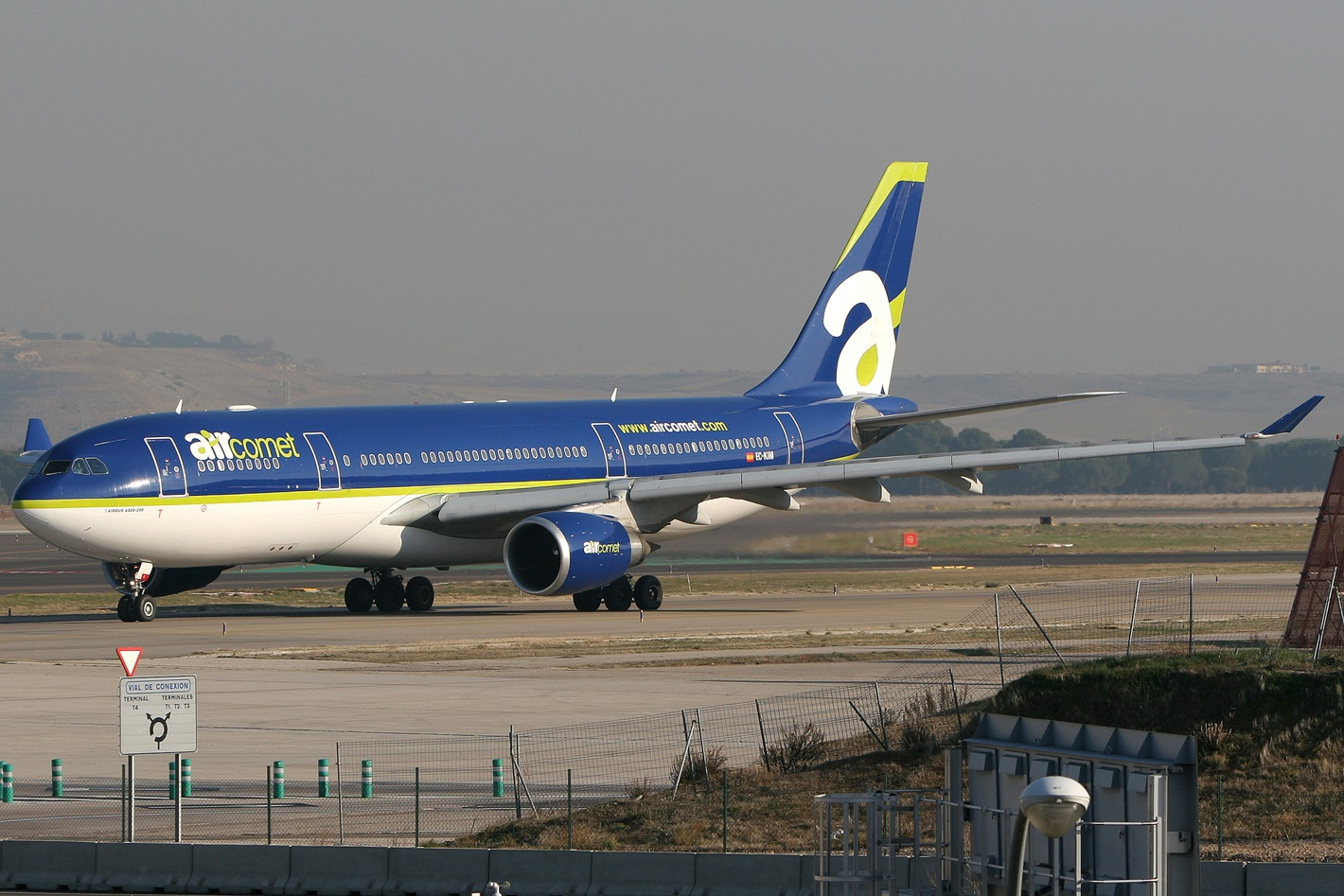
Airbus A330-202 de Air Comet.

La aerolínea se creó bajo el nombre Air Plus Comet en diciembre de 1996 tras el cese de operaciones de Oasis Airlines, principal operador de los vuelos de los operadores turísticos Club de Vacaciones y Pullmantur pertenecientes a Viajes Marsans, empezando a operar el 1 de marzo de 1997. Pertenece totalmente al grupo Viajes Marsans.
En 2007, Air Comet acordó con el gobierno español hacerse con parte de la plantilla de la compañía Air Madrid a cambio de obtener permiso para operar varias rutas a Latinoamérica. Finalmente muy pocos trabajadores de Air Madrid fueron contratados por Air Comet[cita requerida], aunque esta se vio claramente beneficiada con el acuerdo y amplió su flota con Airbus A330-200 (ex Air Madrid. EC-IYB y EC-IYN), A340-300 (ex Air Madrid. EC-JIS) y A320-200, para así devolver a Aerolíneas Argentinas sus B-747-200 y MD's, manteniendo sus Airbus A310.
Otra novedad fue el cambio de nombre del antiguo Air Plus Comet al nuevo Air Comet, y el rediseño de su imagen corporativa, compuesta, fundamentalmente, por tonos azules, verdes, blancos y amarillos. Además cambió la pintura de las aeronaves con la nueva imagen de la empresa. Fue la primera compañía del área hispanohablante en adquirir derechos de compra del Airbus A380.
A partir de 2010, la compañía tenía planes de incorporar el avión más grande (A380) en su flota. Marsans, el accionista mayoritario de la aerolínea compró 61 aeronaves que incluían el A380, A350, A330 y A320 que a partir de agosto de 2008 formarían gradualmente parte de Air Comet, que ampliaría su número de destinos de 12 a 19, y aerolíneas asociadas.
En septiembre de 2008, Aerolíneas Argentinas y Austral dejaron de formar parte del Grupo Marsans.
En agosto de 2009, los pilotos de Air Comet convocaron una huelga de una semana por no recibir sus salarios en los meses de junio y julio y la extra de julio.
Desde noviembre de 2009 no formaba parte de la cámara de compensación de la IATA, pues su participación fue suspendida por los impagos adeudados al resto de aerolíneas.
El 21 de diciembre de 2009 se le comunicó al comité laboral de la empresa que la compañía había suspendido sus operaciones como consecuencia de una sentencia de un tribunal de la Alta Corte de Londres por una demanda del banco alemán Nordbank. Dicha sentencia indica que se le impedía volar con su aviones y vender más billetes. Se presentó un ERE a la totalidad de la plantilla y se suspendieron todas sus rutas.
El cese de operaciones supuso el despido de 650 empleados y 7000 pasajeros con billete comprado sin volar. Las deudas ascienden a 17,2 millones de euros sin contar el pago de sueldos a los empleados. El Ministerio de Fomento se comprometió a recolocar a todos los viajeros en otras aeronaves. Otras aerolíneas españolas programaron varios vuelos especiales para recolocar a los afectados por el cierre durante los siguientes días.

## Destinos
| Países               | Destinos                | Aeropuertos                                      |
| -------------------- | ----------------------- | ------------------------------------------------ |
| Argentina            | Buenos Aires            | Aeropuerto Internacional Ministro Pistarini      |
| Bolivia              | Santa Cruz de la Sierra | Aeropuerto Internacional Viru Viru               |
| Chile                | Santiago de Chile       | Aeropuerto Internacional Arturo Merino Benítez   |
| Colombia             | Bogotá                  | Aeropuerto Internacional El Dorado               |
| Colombia             | Cartagena de Indias     | Aeropuerto Internacional Rafael Núñez            |
| Colombia             | Medellín                | Aeropuerto Internacional José María Córdova      |
| Costa Rica           | San José                | Aeropuerto Internacional Juan Santamaría         |
| Cuba                 | La Habana               | Aeropuerto Internacional José Martí              |
| Ecuador              | Guayaquil               | Aeropuerto Internacional José Joaquín de Olmedo  |
| Ecuador              | Quito                   | Aeropuerto Internacional Mariscal Sucre          |
| España               | Lanzarote               | Aeropuerto César Manrique-Lanzarote              |
| España               | Madrid                  | Aeropuerto Adolfo Suárez Madrid-Barajas          |
| España               | Tenerife                | Aeropuerto de Tenerife Norte-Ciudad de La Laguna |
| República Dominicana | Punta Cana              | Aeropuerto Internacional de Punta Cana           |
| Perú                 | Lima                    | Aeropuerto Internacional Jorge Chávez            |

### Códigos compartidos
- Aerosur

## Antigua flota
| Aeronaves               | Total | Introducido | Retirado | Matrículas                                                                      |
| ----------------------- | ----- | ----------- | -------- | ------------------------------------------------------------------------------- |
| Airbus A310             | 10    | 1997        | 2009     | EC-GMU, EC-GOT, EC-HFB, EC-HFQ, EC-HIF, EC-HLA, EC-HVB, EC-IHV, EC-IPT y EC-KJL |
| Airbus A320             | 3     | 2007        | 2009     | EC-KBM, EC-KIK y EC-KJG                                                         |
| Airbus A330-200         | 8     | 2006        | 2009     | EC-IDB, EC-KDF, EC-KIL, EC-KIM, EC-KUO, EC-KVS, EC-KXB y EC-KYC                 |
| Airbus A340-300         | 3     | 2007        | 2009     | EC-KAJ, EC-KCF y EC-KHU                                                         |
| Boeing 737-300          | 2     | 2003        | 2006     | EC-IPS y EC-IZM                                                                 |
| Boeing 747-200          | 4     | 2003        | 2008     | EC-IZL, EC-IPN, EC-JDH y EC-JJG                                                 |
| McDonnell Douglas MD-83 | 2     | 2006        | 2007     | EC-KBA y EC-JZA                                                                 |
| McDonnell Douglas MD-88 | 2     | 2005        | 2007     | EC-JKC y EC-JOI                                                                 |

A noviembre de 2009 la flota de Air Comet se vio reducida a solo cuatro Airbus 330-200. El resto de los aviones fueron devueltos, embargados o desguazados.